# Орлов, Михаил Павлович
Михаил Павлович Орлов (21 декабря 1928 года, село Большой Умыс, Камешкирский район, Пензенская область — 20 апреля 1994 года, там же) — бригадир слесарей-монтажников обогатительной фабрики № 2 треста «Якуталмаз», Якутская АССР. Герой Социалистического Труда (1960). Почётный гражданин города Мирный.
Родился в 1928 году в крестьянской семье в селе Большой Умыс. С 1948 года обучался в авиатехническом училище, по окончании которого с 1950 по 1952 года трудился механиком самолётов в Калининграде. С 1952 года — бригадир слесарей на одном из заводов Ленинграда.
С 1957 года трудился на строительстве алмазодобывающих промышленных объектов в посёлке Мирный Якутской АССР. Был назначен бригадиром слесарей-монтажников обогатительной фабрики № 2 треста «Якуталмаз». В 1959 году вступил в КПСС.
За выдающиеся производственные успехи и проявленную инициативу в организации соревнования на звание бригад и ударников коммунистического труда удостоен звания Героя Социалистического Труда указом Президиума Верховного Совета СССР от 28 мая 1960 года с вручением ордена Ленина и золотой медали «Серп и Молот».
Избирался членом Якутского обкома и Мирнского городского райкома[уточнить] КПСС. Делегат XXII съезда КПСС.
С 1980 года — начальник участка завода «Пезмаш» в родном селе Большой Умыс.
Скончался в 1994 году.
Память
- На здании общеобразовательной школы в селе Большой Умыс расположена мемориальная табличка в честь Героя Социалистического Труда, установленная 12 июля 2014 года.
- Одна из улиц села Большой Умыс названа его именем.